# Pokémon Pinball
Pokémon Pinball (ポケモンピンボール?, Pokemon Pinbōru) è un videogioco del genere flipper basato su Pokémon Rosso e Blu per Game Boy Color. Sviluppato dalla Jupiter, pubblicato dalla Nintendo e pubblicato il 14 aprile 1999 in Giappone, il 28 giugno 1999 negli USA, il 6 ottobre 2000 in Europa. La pallina del gioco è una Poké Ball, e la maggior parte di oggetti del tavolo sono collegati al mondo di Pokémon.

## Modalità di gioco
Ci sono due tavoli nel gioco: rosso e blu, ognuno con i suoi dettagli e gli elementi di gioco.
Ogni tavolo ha diverse aree in cui puoi giocare, che determinano quali Pokémon sono disponibili per la cattura. Ogni area ha un sottoinsieme di posizioni disponibili le quali vengono visualizzate nello stile di slot machine all'inizio di una partita; premendo A si seleziona la posizione di partenza e si avvia la prima palla in gioco. Dopodiché, ogni tabella ha il proprio meccanismo per avanzare alla posizione successiva, comprese le posizioni non disponibili all'inizio del gioco.
Piuttosto che catturare i Pokémon nei modi consueti, in Pokémon Pinball i giocatori devono attivare particolari modalità di gioco per catturare ed evolvere i Pokémon e completare il Pokédex. Le modalità sono due
- Modalità cattura: ha una durata di due minuti, segnalati tramite un timer in alto a destra, al termine dei quali, se il giocatore non è riuscito a catturare il Pokémon, riprenderà la fase normale della partita. Tuttavia il Pokémon incontrato sarà comunque registrato nel Pokédex, nonostante di esso si possa vedere solo il nome e la silhouette ed ascoltarne il verso. La modalità attiva in automatico un Salva Palla della durata di 60 secondi, che continuerà ad essere presente nel caso in cui il giocatore riesca a catturare il Pokémon in meno di un minuto. Quando la modalità inizia, la silhouette di un Pokémon appare nel mezzo della parte bassa del campo. Dopo aver colorato tutti e sei i quadrati di cui è composta l'immagine, appena la palla torna nella parte bassa de campo, l'immagine del Pokémon inizierà a lampeggiare, per poi trasformarsi in un sprite effettivo del Pokémon. Quindi bisogna colpire il Pokémon con la palla tre volte per far apparire la scritta "PRENDI" sotto di esso, due lettere alla volta, quindi un'ultima volta per catturarlo definitivamente.

- Modalità Evoluzione: è accessibile solo se il giocatore ha catturato almeno un Pokémon nella modalità Cattura nella stessa partita. La modalità Evoluzione ha una durata di due minuti, segnalati tramite un timer in alto a destra, al termine dei quali, se il giocatore non è riuscito ad evolvere il Pokémon, riprenderà la fase normale della partita. Quando la modalità inizia, l'immagine del Pokémon selezionato appare nel mezzo della parte bassa del campo. Dopo aver fatto esperienza e accumulato punti, si aprirà la buca sopra all'immagine del Pokémon, e facendo entrare lì la palla, si completa Modalità Evoluzione.

Al contrario di tutti i flipper, in cui lo scopo del gioco è fare punti, lo scopo del gioco è catturare e far evolvere i Pokémon. Nel gioco è presente un Pokédex con tutti i Pokémon che devi catturare e far evolvere. Il Pokédex viene salvato tra una partita e l'altra.

## Accoglienza
Il gioco ha ricevuto buone recensioni. È stato venduto in tutto il mondo a 5,31 milioni di unità. In Nord America, sono stati venduti 3,02 milioni, 1,12 milioni in Europa e 1,01 milioni in Giappone. Il resto del mondo condivide il restante 0,16 milioni.

## Sequel
Il sequel di questo gioco è Pokémon Pinball: Rubino e Zaffiro in cui sono presenti i Pokémon della terza generazione. La differenza principale è nei Pokémon disponibili nel titolo. Oltre ai Pokémon della prima generazione, il giocatore può anche catturare Pokémon dei videogiochi Pokémon Rubino e Zaffiro. Come bonus, sono disponibili Chikorita, Cyndaquil, Totodile e Aerodactyl. Jirachi può essere catturato solo in particolari circostanze.